# MVP de la Temporada de la NFL
El MVP de la Temporada de la NFL (NFL Most Valuable Player Award) es un premio anual entregado por varias entidades, de manera más notable por Associated Press (AP), al jugador que es considerado como el más valioso de la liga.  El Premio Associated Press Most Valuable Player (AP NFL MVP) ha sido compartido en tres ocasiones, en 1960, 1997 y 2003.
Peyton Manning es el jugador que más veces ha ganado el premio, en cinco ocasiones, seguido por Aaron Rodgers con cuatro y luego Jim Brown, Johnny Unitas, Brett Favre, Tom Brady con tres y los dos de Joe Montana, Steve Young, Kurt Warner, Patrick Mahomes y Lamar Jackson.

## Associated Press NFL Most Valuable Player Award

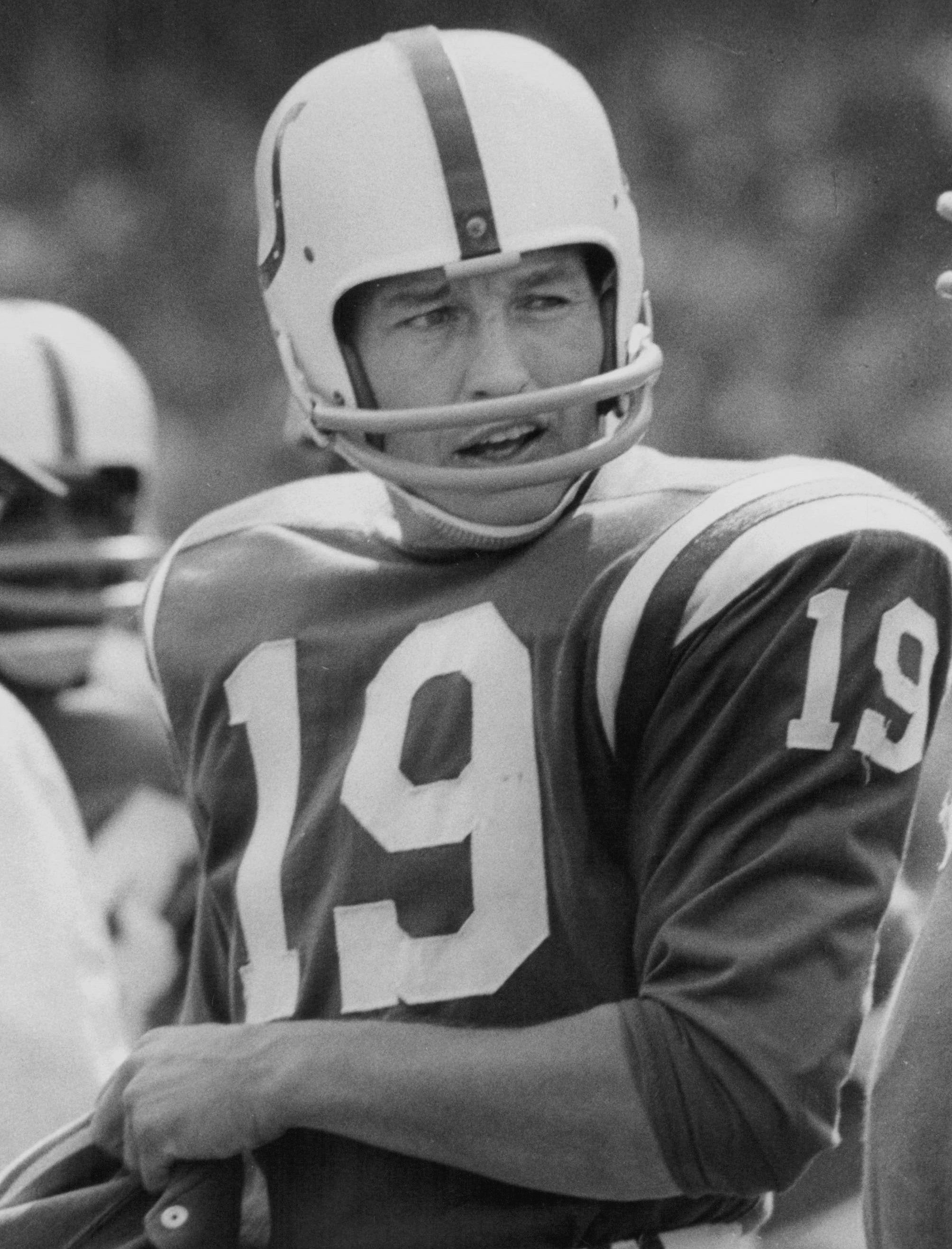
Johnny Unitas ganó el premio en tres ocasiones.

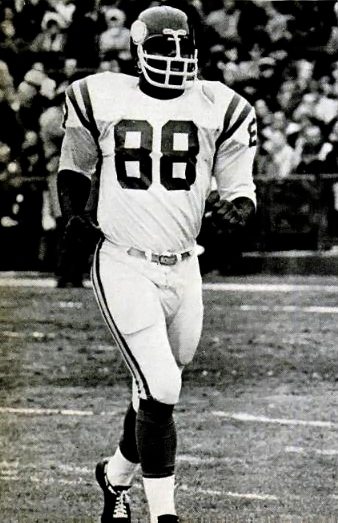
Alan Page fue el primer jugador defensivo elegido MVP.

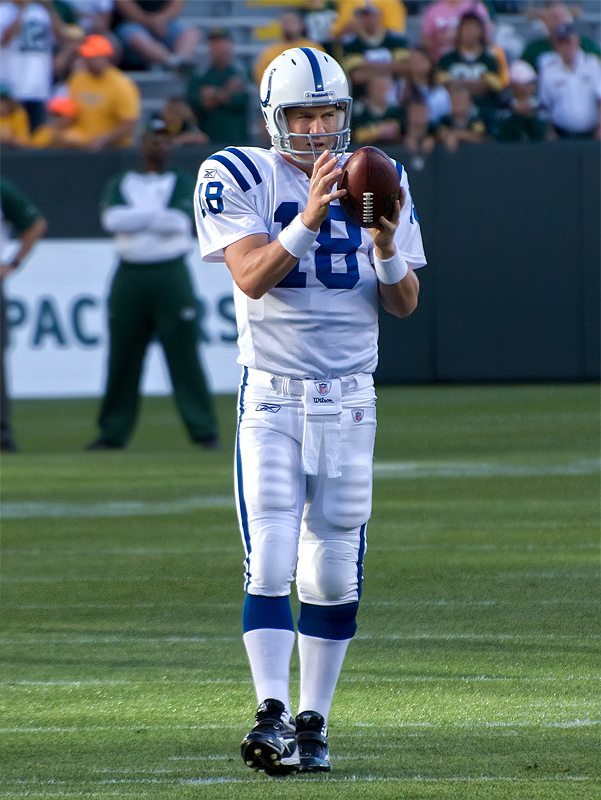
Peyton Manning ganó el premio en cinco ocasiones.

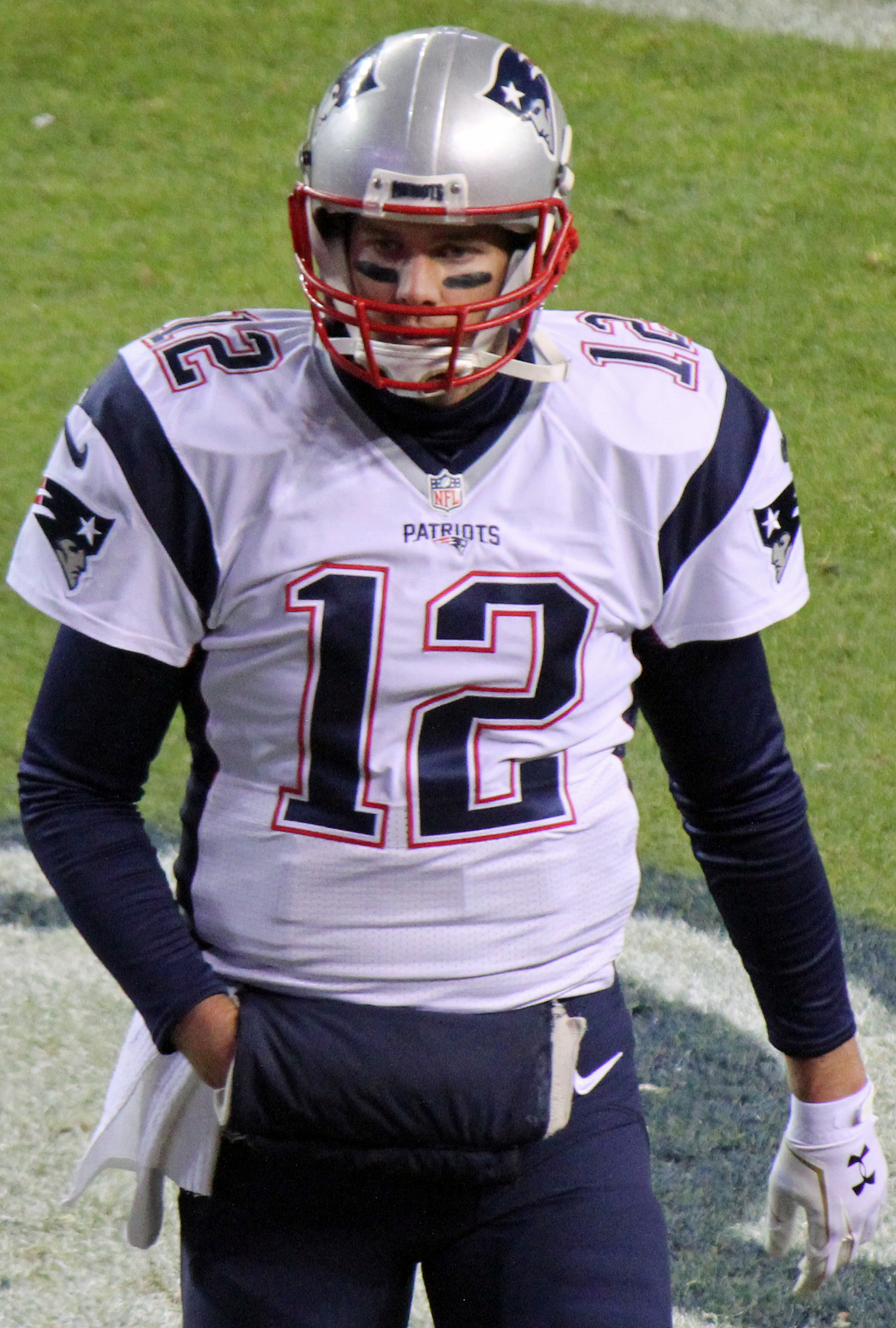
Tom Brady ganó el premio en tres ocasiones.

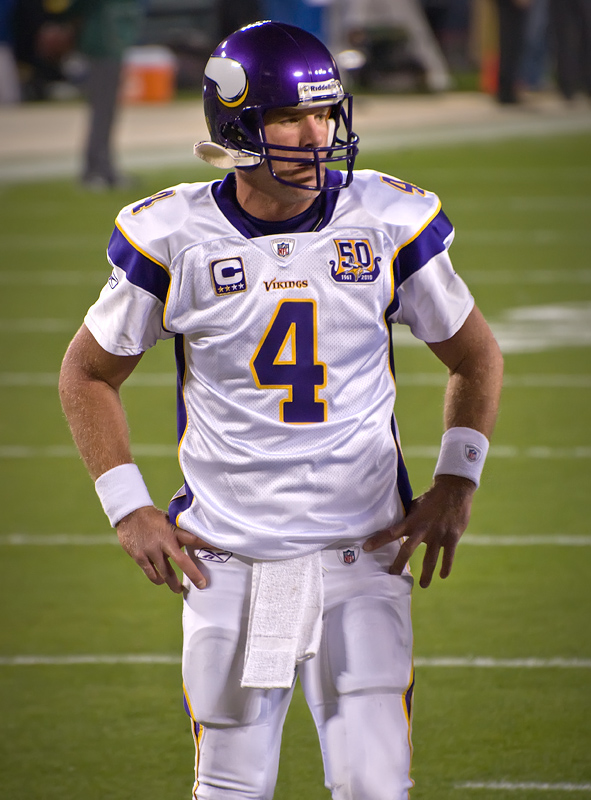
Brett Favre ganó el premio en tres ocasiones.

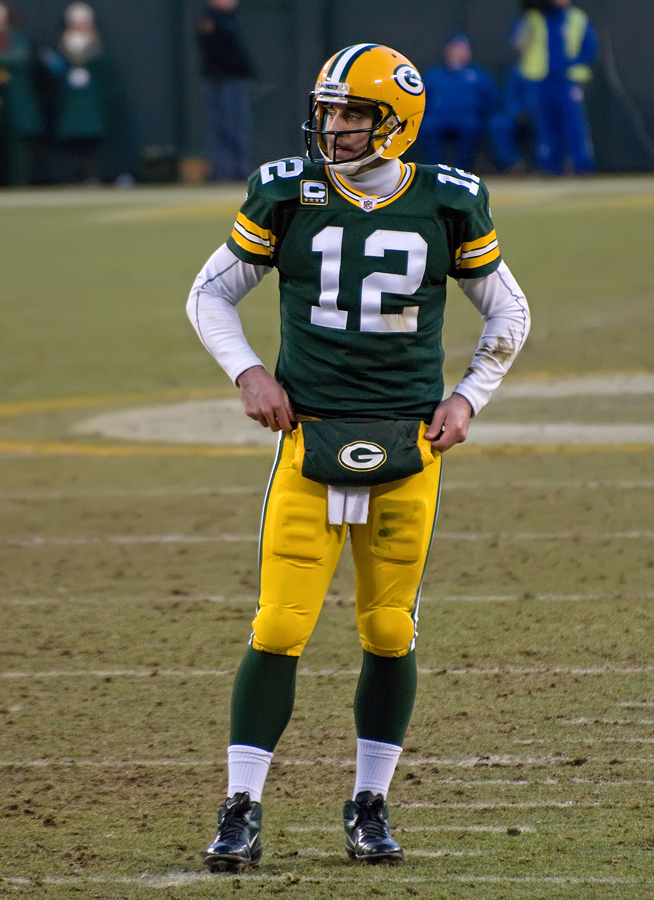
Aaron Rodgers ha ganado el premio en cuatro ocasiones.

### Ganadores
|             | Jugador en activo en la NFL                                               |
|             | Elegido en el Salón de la Fama del Fútbol Americano Profesional           |
| Jugador (#) | Indica la cantidad de veces que el jugador ha sido galardonado con el MVP |
| Equipo (#)  | Indica la cantidad de veces que un jugador de este equipo ha ganado       |

| Temporada | Jugador             | Nacionalidad   | Posición         | Equipo               | Ref. |
| --------- | ------------------- | -------------- | ---------------- | -------------------- | ---- |
| 1957      | Jim Brown           | Estados Unidos | Running back     | Cleveland Browns     |      |
| 1958      | Jim Brown (2)       | Estados Unidos | Running back     | Cleveland Browns     |      |
| 1959      | Johnny Unitas       | Estados Unidos | Quarterback      | Baltimore Colts      |      |
| 1960      | Norm Van Brocklin   | Estados Unidos | Quarterback      | Philadelphia Eagles  |      |
| 1961      | Paul Hornung        | Estados Unidos | Running back     | Green Bay Packers    |      |
| 1962      | Jim Taylor          | Estados Unidos | Running back     | Green Bay Packers    |      |
| 1963      | Y. A. Tittle        | Estados Unidos | Quarterback      | New York Giants      |      |
| 1964      | Johnny Unitas (2)   | Estados Unidos | Quarterback      | Baltimore Colts      |      |
| 1965      | Jim Brown (3)       | Estados Unidos | Running back     | Cleveland Browns     |      |
| 1964      | Bart Starr          | Estados Unidos | Quarterback      | Green Bay Packers    |      |
| 1967      | Johnny Unitas (3)   | Estados Unidos | Quarterback      | Baltimore Colts      |      |
| 1968      | Earl Morrall        | Estados Unidos | Quarterback      | Baltimore Colts      |      |
| 1969      | Roman Gabriel       | Estados Unidos | Quarterback      | Los Angeles Rams     |      |
| 1970      | John Brodie         | Estados Unidos | Quarterback      | San Francisco 49ers  |      |
| 1971      | Alan Page           | Estados Unidos | Defensive tackle | Minnesota Vikings    |      |
| 1972      | Larry Brown         | Estados Unidos | Running back     | Washington Redskins  |      |
| 1973      | O. J. Simpson       | Estados Unidos | Running back     | Buffalo Bills        |      |
| 1974      | Ken Stabler         | Estados Unidos | Quarterback      | Oakland Raiders      |      |
| 1975      | Fran Tarkenton      | Estados Unidos | Quarterback      | Minnesota Vikings    |      |
| 1976      | Bert Jones          | Estados Unidos | Quarterback      | Baltimore Colts      |      |
| 1977      | Walter Payton       | Estados Unidos | Running back     | Chicago Bears        |      |
| 1978      | Terry Bradshaw      | Estados Unidos | Quarterback      | Pittsburgh Steelers  |      |
| 1979      | Earl Campbell       | Estados Unidos | Running back     | Houston Oilers       |      |
| 1980      | Brian Sipe          | Estados Unidos | Quarterback      | Cleveland Browns     |      |
| 1981      | Ken Anderson        | Estados Unidos | Quarterback      | Cincinnati Bengals   |      |
| 1982      | Mark Moseley        | Estados Unidos | Placekicker      | Washington Redskins  |      |
| 1983      | Joe Theismann       | Estados Unidos | Quarterback      | Washington Redskins  |      |
| 1984      | Dan Marino          | Estados Unidos | Quarterback      | Miami Dolphins       |      |
| 1985      | Marcus Allen        | Estados Unidos | Running back     | Los Angeles Raiders  |      |
| 1986      | Lawrence Taylor     | Estados Unidos | Linebacker       | New York Giants      |      |
| 1987      | John Elway          | Estados Unidos | Quarterback      | Denver Broncos       |      |
| 1988      | Boomer Esiason      | Estados Unidos | Quarterback      | Cincinnati Bengals   |      |
| 1989      | Joe Montana         | Estados Unidos | Quarterback      | San Francisco 49ers  |      |
| 1990      | Joe Montana (2)     | Estados Unidos | Quarterback      | San Francisco 49ers  |      |
| 1991      | Thurman Thomas      | Estados Unidos | Running back     | Buffalo Bills        |      |
| 1992      | Steve Young         | Estados Unidos | Quarterback      | San Francisco 49ers  |      |
| 1993      | Emmitt Smith        | Estados Unidos | Running back     | Dallas Cowboys       |      |
| 1994      | Steve Young (2)     | Estados Unidos | Quarterback      | San Francisco 49ers  |      |
| 1995      | Brett Favre         | Estados Unidos | Quarterback      | Green Bay Packers    |      |
| 1996      | Brett Favre (2)     | Estados Unidos | Quarterback      | Green Bay Packers    |      |
| 1997      | Brett Favre (3)     | Estados Unidos | Quarterback      | Green Bay Packers    |      |
| 1997      | Barry Sanders       | Estados Unidos | Running back     | Detroit Lions        |      |
| 1998      | Terrell Davis       | Estados Unidos | Running back     | Denver Broncos       |      |
| 1999      | Kurt Warner         | Estados Unidos | Quarterback      | St. Louis Rams       |      |
| 2000      | Marshall Faulk      | Estados Unidos | Running back     | St. Louis Rams       |      |
| 2001      | Kurt Warner (2)     | Estados Unidos | Quarterback      | St. Louis Rams       |      |
| 2002      | Rich Gannon         | Estados Unidos | Quarterback      | Oakland Raiders      |      |
| 2003      | Peyton Manning      | Estados Unidos | Quarterback      | Indianapolis Colts   |      |
| 2003      | Steve McNair        | Estados Unidos | Quarterback      | Tennessee Titans     |      |
| 2004      | Peyton Manning (2)  | Estados Unidos | Quarterback      | Indianapolis Colts   |      |
| 2005      | Shaun Alexander     | Estados Unidos | Running back     | Seattle Seahawks     |      |
| 2006      | LaDainian Tomlinson | Estados Unidos | Running back     | San Diego Chargers   |      |
| 2007      | Tom Brady           | Estados Unidos | Quarterback      | New England Patriots |      |
| 2008      | Peyton Manning (3)  | Estados Unidos | Quarterback      | Indianapolis Colts   |      |
| 2009      | Peyton Manning (4)  | Estados Unidos | Quarterback      | Indianapolis Colts   |      |
| 2010      | Tom Brady (2)       | Estados Unidos | Quarterback      | New England Patriots |      |
| 2011      | Aaron Rodgers       | Estados Unidos | Quarterback      | Green Bay Packers    |      |
| 2012      | Adrian Peterson     | Estados Unidos | Running back     | Minnesota Vikings    |      |
| 2013      | Peyton Manning (5)  | Estados Unidos | Quarterback      | Denver Broncos       |      |
| 2014      | Aaron Rodgers (2)   | Estados Unidos | Quarterback      | Green Bay Packers    |      |
| 2015      | Cam Newton          | Estados Unidos | Quarterback      | Carolina Panthers    |      |
| 2016      | Matt Ryan           | Estados Unidos | Quarterback      | Atlanta Falcons      |      |
| 2017      | Tom Brady (3)       | Estados Unidos | Quarterback      | New England Patriots |      |
| 2018      | Patrick Mahomes     | Estados Unidos | Quarterback      | Kansas City Chiefs   |      |
| 2019      | Lamar Jackson       | Estados Unidos | Quarterback      | Baltimore Ravens     |      |
| 2020      | Aaron Rodgers (3)   | Estados Unidos | Quarterback      | Green Bay Packers    |      |
| 2021      | Aaron Rodgers (4)   | Estados Unidos | Quarterback      | Green Bay Packers    |      |
| 2022      | Patrick Mahomes (2) | Estados Unidos | Quarterback      | Kansas City Chiefs   |      |
| 2023      | Lamar Jackson (2)   | Estados Unidos | Quarterback      | Baltimore Ravens     |      |
| 2024      | Josh Allen          | Estados Unidos | Quarterback      | Buffalo Bills        |      |

### Más galardones
| N.º | Jugador         |
| --- | --------------- |
| 5   | Peyton Manning  |
| 4   | Aaron Rodgers   |
| 3   | Jim Brown       |
| 3   | Johnny Unitas   |
| 3   | Brett Favre     |
| 3   | Tom Brady       |
| 2   | Joe Montana     |
| 2   | Steve Young     |
| 2   | Kurt Warner     |
| 2   | Patrick Mahomes |
| 2   | Lamar Jackson   |

## Premio Pro Football Writers Association NFL MVP
| Temporada | Jugador                     | Equipo               | Posición      |
| --------- | --------------------------- | -------------------- | ------------- |
| 1975      | Fran Tarkenton              | Minnesota Vikings    | Quarterback   |
| 1976      | Bert Jones                  | Baltimore Colts      | Quarterback   |
| 1977      | Walter Payton               | Chicago Bears        | Running back  |
| 1978      | Earl Campbell               | Houston Oilers       | Running back  |
| 1979      | Earl Campbell (2)           | Houston Oilers       | Running back  |
| 1980      | Brian Sipe                  | Cleveland Browns     | Quarterback   |
| 1981      | Ken Anderson                | Cincinnati Bengals   | Quarterback   |
| 1982      | Dan Fouts                   | San Diego Chargers   | Quarterback   |
| 1983      | Joe Theismann               | Washington Redskins  | Quarterback   |
| 1984      | Dan Marino                  | Miami Dolphins       | Quarterback   |
| 1985      | Marcus Allen                | Los Angeles Raiders  | Running back  |
| 1986      | Lawrence Taylor             | New York Giants      | Linebacker    |
| 1987      | Jerry Rice                  | San Francisco 49ers  | Wide receiver |
| 1988      | Boomer Esiason              | Cincinnati Bengals   | Quarterback   |
| 1989      | Joe Montana                 | San Francisco 49ers  | Quarterback   |
| 1990      | Randall Cunningham          | Philadelphia Eagles  | Quarterback   |
| 1991      | Thurman Thomas              | Buffalo Bills        | Running back  |
| 1992      | Steve Young                 | San Francisco 49ers  | Quarterback   |
| 1993      | Emmitt Smith                | Dallas Cowboys       | Running back  |
| 1994      | Steve Young (2)             | San Francisco 49ers  | Quarterback   |
| 1995      | Brett Favre                 | Green Bay Packers    | Quarterback   |
| 1996      | Brett Favre (2)             | Green Bay Packers    | Quarterback   |
| 1997      | Barry Sanders               | Detroit Lions        | Running Back  |
| 1998      | Terrell Davis               | Denver Broncos       | Running back  |
| 1999      | Kurt Warner                 | St. Louis Rams       | Quarterback   |
| 2000      | Marshall Faulk              | St. Louis Rams       | Running back  |
| 2001      | Marshall Faulk (2)          | St. Louis Rams       | Running Back  |
| 2002      | Rich Gannon                 | Oakland Raiders      | Quarterback   |
| 2003      | Steve McNair Peyton Manning | Baltimore Ravens     | Running Back  |
| 2004      | Peyton Manning (2)          | Indianapolis Colts   | Quarterback   |
| 2005      | Shaun Alexander             | Seattle Seahawks     | Running back  |
| 2006      | LaDainian Tomlinson         | San Diego Chargers   | Running back  |
| 2007      | Tom Brady                   | New England Patriots | Quarterback   |
| 2008      | Peyton Manning (3)          | Indianapolis Colts   | Quarterback   |
| 2009      | Peyton Manning (4)          | Indianapolis Colts   | Quarterback   |
| 2010      | Tom Brady (2)               | New England Patriots | Quarterback   |
| 2011      | Aaron Rodgers               | Green Bay Packers    | Quarterback   |
| 2012      | Adrian Peterson             | Minnesota Vikings    | Running back  |
| 2013      | Peyton Manning (5)          | Denver Broncos       | Quarterback   |
| 2014      | Aaron Rodgers (2)           | Green Bay Packers    | Quarterback   |
| 2015      | Cam Newton                  | Carolina Panthers    | Quarterback   |
| 2016      | Matt Ryan                   | Atlanta Falcons      | Quarterback   |
| 2017      | Tom Brady (3)               | New England Patriots | Quarterback   |

## Trofeo Joe F. Carr
La NFL entregó el Trofeo Joe F. Carr (llamado de esa forma en honor del presidente de la liga, 1921-39) al MVP de la liga de 1938 a 1946.
| Temporada | Jugador        | Equipo              | Posición      |
| --------- | -------------- | ------------------- | ------------- |
| 1938      | Mel Hein       | New York Giants     | Center        |
| 1939      | Parker Hall    | Cleveland Rams      | Halfback      |
| 1940      | Ace Parker     | Brooklyn Dodgers    | Halfback      |
| 1941      | Don Hutson     | Green Bay Packers   | Wide receiver |
| 1942      | Don Hutson (2) | Green Bay Packers   | Wide receiver |
| 1943      | Sid Luckman    | Chicago Bears       | Quarterback   |
| 1944      | Frank Sinkwich | Detroit Lions       | Halfback      |
| 1945      | Bob Waterfield | Cleveland Rams      | Quarterback   |
| 1946      | Bill Dudley    | Pittsburgh Steelers | Halfback      |

## Premio United Press International NFL MVP
United Press International entregó un premio al Jugador del año de la NFL 1948 a 1969, con la excepción de los años 1949, 1950 y 1952. En 1970 UPI entregó premios separados al Jugador del año tanto de la NFC como de la AFC. En 1975 UPI sumó un Premio al Mejor Defensivo del Año también tanto en la NFC como en la AFC.
| Temporada | Jugador           | Equipo              | Posición      |
| --------- | ----------------- | ------------------- | ------------- |
| 1948      | Pat Harder        | Chicago Cardinals   | Fullback      |
| 1949      | Sin selección     | Sin selección       | Sin selección |
| 1950      | Sin selección     | Sin selección       | Sin selección |
| 1951      | Otto Graham       | Cleveland Browns    | Quarterback   |
| 1952      | Sin selección     | Sin selección       | Sin selección |
| 1953      | Otto Graham (2)   | Cleveland Browns    | Quarterback   |
| 1954      | Joe Perry         | San Francisco 49ers | Fullback      |
| 1955      | Otto Graham (3)   | Cleveland Browns    | Quarterback   |
| 1956      | Frank Gifford     | New York Giants     | Halfback      |
| 1957      | Y. A. Tittle      | San Francisco 49ers | Quarterback   |
| 1958      | Jim Brown         | Cleveland Browns    | Fullback      |
| 1959      | Johnny Unitas     | Baltimore Colts     | Quarterback   |
| 1960      | Norm Van Brocklin | Philadelphia Eagles | Quarterback   |
| 1961      | Paul Hornung      | Green Bay Packers   | Halfback      |
| 1962      | Y. A. Tittle (2)  | New York Giants     | Quarterback   |
| 1963      | Jim Brown (2)     | Cleveland Browns    | Fullback      |
| 1964      | Johnny Unitas (2) | Baltimore Colts     | Quarterback   |
| 1965      | Jim Brown (3)     | Cleveland Browns    | Fullback      |
| 1966      | Bart Starr        | Green Bay Packers   | Quarterback   |
| 1967      | Johnny Unitas (3) | Baltimore Colts     | Quarterback   |
| 1968      | Earl Morrall      | Baltimore Colts     | Quarterback   |
| 1969      | Roman Gabriel     | Los Angeles Rams    | Quarterback   |

## Premio Newspaper Enterprise Association NFL MVP
| Season | Player                         | Team                             | Position                 |
| ------ | ------------------------------ | -------------------------------- | ------------------------ |
| 1955   | Harlon Hill                    | Chicago Bears                    | End                      |
| 1956   | Frank Gifford                  | New York Giants                  | Running back             |
| 1957   | John Unitas                    | Baltimore Colts                  | Quarterback              |
| 1958   | Jim Brown                      | Cleveland Browns                 | Fullback                 |
| 1959   | Charlie Conerly                | New York Giants                  | Quarterback              |
| 1960   | Norm Van Brocklin              | Philadelphia Eagles              | Quarterback              |
| 1961   | Y. A. Tittle                   | New York Giants                  | Quarterback              |
| 1962   | Jim Taylor                     | Green Bay Packers                | Running back             |
| 1963   | Y. A. Tittle (2) Jim Brown (2) | New York Giants Cleveland Browns | Quarterback Running Back |
| 1964   | Lenny Moore                    | Baltimore Colts                  | Halfback                 |
| 1965   | Jim Brown (3)                  | Cleveland Browns                 | Running back             |
| 1966   | Bart Starr                     | Green Bay Packers                | Quarterback              |
| 1967   | Johnny Unitas (2)              | Baltimore Colts                  | Quarterback              |
| 1968   | Earl Morrall                   | Baltimore Colts                  | Quarterback              |
| 1969   | Roman Gabriel                  | Los Angeles Rams                 | Quarterback              |
| 1970   | John Brodie                    | San Francisco 49ers              | Quarterback              |
| 1971   | Bob Griese                     | Miami Dolphins                   | Quarterback              |
| 1972   | Larry Brown                    | Washington Redskins              | Running back             |
| 1973   | O. J. Simpson                  | Buffalo Bills                    | Running back             |
| 1974   | Ken Stabler                    | Oakland Raiders                  | Quarterback              |
| 1975   | Fran Tarkenton                 | Minnesota Vikings                | Quarterback              |
| 1976   | Bert Jones                     | Baltimore Colts                  | Quarterback              |
| 1977   | Walter Payton                  | Chicago Bears                    | Running back             |
| 1978   | Earl Campbell                  | Houston Oilers                   | Running back             |
| 1979   | Earl Campbell (2)              | Houston Oilers                   | Running back             |
| 1980   | Earl Campbell (3)              | Houston Oilers                   | Running back             |
| 1981   | Ken Anderson                   | Cincinnati Bengals               | Quarterback              |
| 1982   | Dan Fouts                      | San Diego Chargers               | Quarterback              |
| 1983   | Joe Theismann                  | Washington Redskins              | Quarterback              |
| 1984   | Dan Marino                     | Miami Dolphins                   | Quarterback              |
| 1985   | Walter Payton (2)              | Chicago Bears                    | Running back             |
| 1986   | Phil Simms                     | New York Giants                  | Quarterback              |
| 1987   | Jerry Rice                     | San Francisco 49ers              | Wide receiver            |
| 1988   | Roger Craig                    | San Francisco 49ers              | Running back             |
| 1989   | Joe Montana                    | San Francisco 49ers              | Quarterback              |
| 1990   | Warren Moon                    | Houston Oilers                   | Quarterback              |
| 1991   | Thurman Thomas                 | Buffalo Bills                    | Running back             |
| 1992   | Emmitt Smith                   | Dallas Cowboys                   | Running back             |
| 1993   | Emmitt Smith (2)               | Dallas Cowboys                   | Running back             |
| 1994   | Steve Young                    | San Francisco 49ers              | Quarterback              |
| 1995   | Brett Favre                    | Green Bay Packers                | Quarterback              |
| 1996   | Brett Favre (2)                | Green Bay Packers                | Quarterback              |
| 1997   | Barry Sanders                  | Detroit Lions                    | Running back             |
| 1998   | Randall Cunningham             | Minnesota Vikings                | Quarterback              |
| 1999   | Kurt Warner                    | St. Louis Rams                   | Quarterback              |
| 2000   | Marshall Faulk                 | St. Louis Rams                   | Running back             |
| 2001   | Kurt Warner (2)                | St. Louis Rams                   | Quarterback              |
| 2002   | Rich Gannon                    | Oakland Raiders                  | Quarterback              |
| 2003   | Peyton Manning                 | Indianapolis Colts               | Quarterback              |
| 2004   | Peyton Manning (2)             | Indianapolis Colts               | Quarterback              |
| 2005   | Shaun Alexander                | Seattle Seahawks                 | Running back             |
| 2006   | LaDainian Tomlinson            | San Diego Chargers               | Running back             |
| 2007   | Tom Brady                      | New England Patriots             | Quarterback              |

## Jugador del año por Miller Lite
| Season | Player             | Team                | Position         |
| ------ | ------------------ | ------------------- | ---------------- |
| 1989   | Joe Montana        | San Francisco 49ers | Quarterback boca |
| 1990   | Joe Montana        | San Francisco 49ers | Quarterback      |
| 1991   | Thurman Thomas     | Buffalo Bills       | Running back     |
| 1992   | Steve Young        | San Francisco 49ers | Quarterback      |
| 1993   | Emmitt Smith       | Dallas Cowboys      | Running back     |
| 1994   | Steve Young        | San Francisco 49ers | Quarterback      |
| 1995   | Brett Favre        | Green Bay Packers   | Quarterback      |
| 1996   | Brett Favre        | Green Bay Packers   | Quarterback      |
| 1997   | Barry Sanders      | Detroit Lions       | Running back     |
| 1998   | Randall Cunningham | Minnesota Vikings   | Quarterback      |
| 1999   | Kurt Warner        | St. Louis Rams      | Quarterback      |
| 2000   | Marshall Faulk     | St. Louis Rams      | Running back     |
| 2001   | Marshall Faulk     | St. Louis Rams      | Running back     |
| 2002   | Rich Gannon        | Oakland Raiders     | Quarterback      |
| 2003   | Jamal Lewis        | Baltimore Ravens    | Running back     |
| 2004   | Peyton Manning     | Indianapolis Colts  | Quarterback      |
| 2005   | Shaun Alexander    | Seattle Seahawks    | Running back     |
| 2006   | Drew Brees         | New Orleans Saints  | Quarterback      |